# 弗莱雷拉里维耶尔
弗莱雷拉里维耶尔（法語：Fléré-la-Rivière，法語發音：[fleʁe la ʁivjɛʁ]）是法国安德尔省的一个市镇，位于该省西部偏北，属于沙托鲁区。

## 地理
弗莱雷拉里维耶尔（47°1'11"N, 1°6'30"E）面积25.31 平方千米，位于法国中央-卢瓦尔河谷大区安德尔省，该省份为法国中部省份，北起卢瓦-谢尔省，西北接安德尔-卢瓦尔省，西南接维埃纳省，南至克勒兹省和上维埃纳省，东临谢尔省。
与弗莱雷拉里维耶尔接壤的市镇（或旧市镇、城区）包括：安德尔河畔沙蒂永、克莱雷迪布瓦、圣西朗迪让博、布里多雷、圣弗洛维耶、圣伊波利特、安德尔河畔韦尔讷伊。

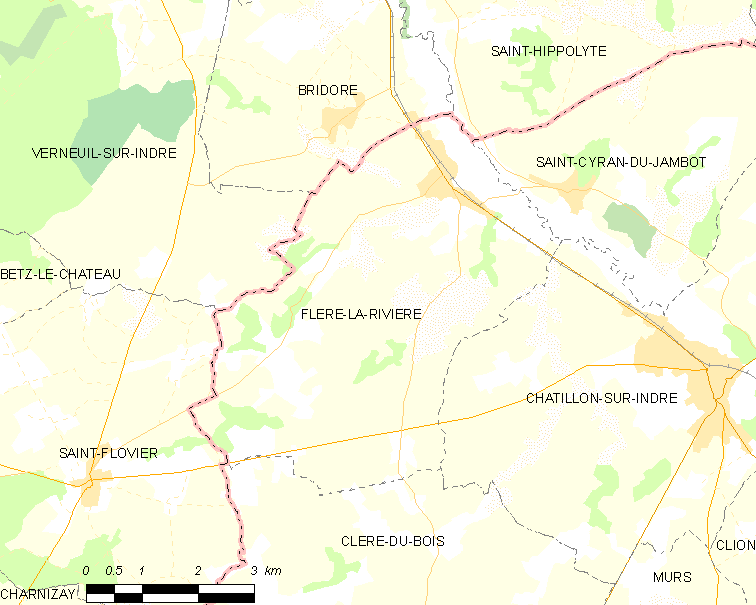
弗莱雷拉里维耶尔的OSM定位图

弗莱雷拉里维耶尔的时区为UTC+01:00、UTC+02:00（夏令时）。

## 行政
弗莱雷拉里维耶尔的邮政编码为36700，INSEE市镇编码为36074。

## 政治
弗莱雷拉里维耶尔所属的省级选区为比藏赛县。

## 人口

1962-2008年间弗莱雷拉里维耶尔人口变化图示

弗莱雷拉里维耶尔于2022年1月1日时的人口数量为549人。